# قرار مجلس الأمن التابع للأمم المتحدة رقم 1973
قرار مجلس الأمن التابع للأمم المتحدة رقم 1973 هو قرار أصدرته الأمم المتحدة بتاريخ يوم الخميس 17 مارس 2011 كجزء من رد الفعل الدولي على ثورة 17 فبراير، يَقتضي فرض عدة عقوبات على حكومة القذافي الليبية أهمُّها فرض حظر جوي فوق ليبيا وتنظيم هجمات مُسلحة ضد قوات القذافي الجوية لإعاقة حركتها ومنعها من التحليق في الأجواء الليبية.
شاركت عدة دول غربية بتطبيق قرار مجلس الأمن الدولي من أبرزها فرنسا وبريطانيا والولايات المتحدة الأمريكية، لكن من جهة أخرى فقد أبدت بعض الدول الأخرى تحفظ عليه، من أهمّها روسيا التي اعترض رئيس وزرائها فلاديمير بوتين بحدة شديدة على القرار، وألمانيا التي أبدى وزير خارجيتها قلقًا إزاءه هو الآخر.
وُوجِه قرار مجلس الأمن رقم 1973 ببعض الشكوك والمَخاوف الأخرى من أطراف مختلفة بشأن الأهداف الخفية من ورائه، ولذا فقد تكررت تصريحات البيت الأبيض ووزير الخارجية البريطاني ويليام هيغ عدة مرات بأن الهجمات التي يُنظمها القرار لن تهدف إلى احتلال ليبيا أو استعمارها، وإنما ستكتفي بحماية المدنيين وصد قوات القذافي، بينما لن يَتدخل المجتمع الدولي في قضية تغيير النظام الحاكم أو خلع معمر القذافي من الحُكم.

## القرار
تضمن القرار عدة نقاط تركز على مُعاقبة القذافي ومنع قواته من التقدم، وفي الوقت ذاته مُساعدة المدنيين وإنقاذهم منه. ومن أهم نقاطه - التي تنصب جميعًا في هذا الشأن - :
1. فرض منطقة حظر جوي شاملة فوق أراضي ليبيا تشمل الطائرات التجارية والعسكرية لمنع تحليق وتحرك قوات القذافي في أجوائها ومنعها من قصف المدنيين، أما الطائرات التي تحمل المُساعدات الإنسانية للسكان فلا بأس بمرورها.
2. مُناشدة جميع دول الأمم المتحدة بمنع إقلاع أو هبوط أي طائرة عسكرية، أو حتى تجارية قادمة من ليبيا أو متجهة إليها من أراضي الدولة.خريطة تظهر مواقع الدول التي شاركت في فرض حظر الطيران فوق ليبيا (باللون الأزرق) وموقع منطقة حظر الطيران وهي ليبيا (باللون الأخضر).

خريطة تظهر مواقع الدول التي شاركت في فرض حظر الطيران فوق ليبيا (باللون الأزرق) وموقع منطقة حظر الطيران وهي ليبيا (باللون الأخضر).

3. مُطالبة جميع دول الأمم المتحدة بإجراء كافة الخطوات الضرورية لحماية المدنيين في ليبيا، حتى لو تطلب الأمر تدخلاً عسكريًا من الدولة. لكن في الوقت ذاته فالقرار يُؤكد على أنه من المُستبعد أن تتدخل قوات الأمم المتحدة العسكرية على الأراضي الليبية لاحتلالها.
4. مُطالبة القذافي بإيقاف فوري للنزاع ووقف إطلاق النار، وفي حال رفض القذافي ذلك فسيُباح لدول الأمم المتحدة أن تنظم عمليات قصف - غير منطقة حظر الطيران - لتدمير قوات القذافي وحماية السكان منها.
5. مُطالبة القذافي بالسماح بمرور كافة المساعدات الإنسانية بسهولة ويسر إلى الأراضي الليبية دون مُهاجمتها أو منعها.
6. تطبيق قرار مجلس الأمن رقم 1970 المُتعلق بحظر الأسلحة لقوات القذافي على نطاق أوسع وبشكل أفضل، إلى جانب إضافة المزيد من أسماء الأشخاص والمُنظمات إلى قائمة حظر السفر وتجميد الأموال. وتستند هذه القائمة حسب القرار إلى كافة الأموال والأملاك التي يَملكها القذافي، أو له يَد فيها بطريقة أو بأخرى في أي من دول الأمم المتحدة.
7. المُطالبة بتجميد كافة أصول المؤسسة الوطنية للنفط والبنك المركزي الليبي نظرًا لتبعيتهما للقذافي.
8. مُطالبة الأمين العام للأمم المتحدة بان كي مون بتشكيل لجنة مراقبة تتألف من ثمانية أشخاص للتحقق من تنفيذ هذه القرارات جميعًا وتنفيذها بكافة بنودها.[5]

## أحداث الاتخاذ

### الاقتراح
خلال أواسط شهر مارس 2011، بدأت قوات القذافي التي تتنازع مع الثوار في ليبيا بالتقدم شيءًا فشيءًا باتجاه الشرق إلى مدينة بنغازي معقل الثوار الرئيسي، ومع مرور الوقت استطاعت الاستيلاء على عدة مدن حتى وصلت في النهاية مشارف المدينة التي كانت بمثابة عاصمة للثورة. بدأت قوات القذافي بهجوم وقصف عنيفين على بنغازي أوديا بحياة ما يُقارب 100 شخص من أهالي المدينة خلال يومين فقط، ومع هذا التصاعد في الأحداث عقد مجلس الأمن الدولي عدة جلسات لمناقشة الأوضاع المحتدمة في ليبيا لإنهاء الصراع.
كانت الدول الأولى التي اقترحت القرار رقم 1973 ودعمته هي فرنسا ولبنان وبريطانيا والولايات المتحدة الأمريكية. فقد بدأ الأمر عندما عقدت جميع دول الجامعة العربية اجتماعًا لوزراء خارجيتها يوم 12 مارس في القاهرة، خلصت منه إلى تأييد معظمها لاقتراح فرض الحظر الجوي وتقديمه إلى مجلس الأمن الدولي. ونظرًا إلى أن لبنان هي الدولة العربية الوحيدة التي تملك عضوية في دورة مجلس الأمن الحالية فقد لعبت دور ممثل العالم العربي فيه، ولذا فقد تقدم مندوب لبنان الدائم في الأمم المتحدة نواف سلام بطلب - مباشرة بعد اجتماع الجامعة العربية - يوم 14 مارس إلى مجلس الأمن الدولي لعقد جلسة عاجلة في أقرب وقت ممكن تطرح القرار الذي توصلت إليه الجامعة وتناقش الأوضاع في ليبيا ومسألة العقوبات المفروضة على القذافي، خصوصاً فيما يَتعلق بالحظر الجوي. وقد رحبت دولتا فرنسا والولايات المتحدة الأمريكية بهذا الاقتراح والتأييد من الدول العربية خصوصاً بعد إعلان حلف الناتو أن تأييد الجامعة العربية سيَكون هاماً وأساسياً جداً لتنفيذ الحظر الجوي.
على ضوء هذه الأحداث، قدمت فرنسا - جنباً إلى جنب مع مؤيديها لبنان وبريطانيا - مشروع قرار إلى مجلس الأمن يُطالب بفرض حظر جوي على ليبيا، ويُتيح لتنفيذ ذلك وسائل عسكرية أكثر مما اقترح سابقًا. وبناءً على هذا عقد المجلس الدولي يوم الثلاثاء 15 مارس أول جلسة له لمناقشة القرار، ثم الثانية في يوم الأربعاء 16 مارس التي حاولوا فيها مناقشة الأوضاع مجددًا، لكن بسبب انقسامٍ في المجلس واختلاف آراء دوله حول القرار فقد انفضت كلا الجلستان دون التوصل إلى شيء، بينما لم يَجري التصويت الرسمي حتى اليوم التالي. وفي يوم الخميس 17 مارس بدأ مجلس الأمن بالتجهيز لإجراء تصويت حول اتخاذ القرار رقم 1973، ولذا فقد سافر وزير الخارجية الفرنسي ألان جوبيه إلى نيويورك بغية إقناع ممثلي الدول هناك بالموافقة على القرار وقبوله، مما كان واضحًا خلال مناقشاته مع مندوبي الدول الأخرى في نيويورك، ثم من كلمته التي افتتح بها التصويت يوم 17 مارس في قاعة مجلس الأمن.

### التصويت

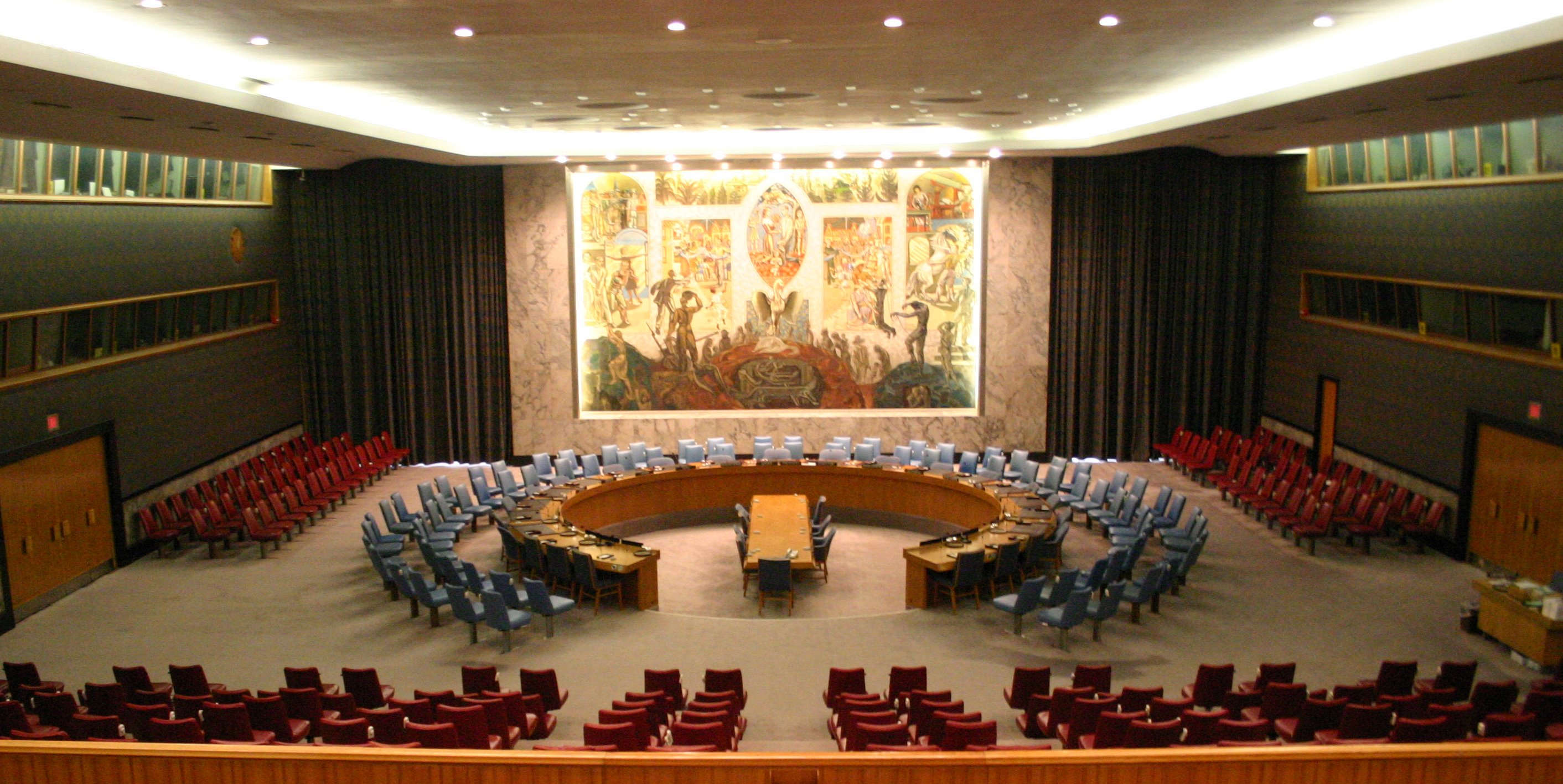
قاعة مجلس أمن الأمم المتحدة في نيويورك التي تم فيها التصويت على فرض القرار رقم 1973.

تم أخيرًا التصويت على قرار مجلس الأمن رقم 1973 في يوم الخميس 17 مارس بعد اقتراحه للمرة الأولى في اجتماع الجامعة العربية قبل ذلك بخمسة أيام. بدأت الجلسة بتقدم وزير الخارجية الفرنسي ألان جوبيه وإلقائه لكلمة تمهيدية حثّ فيها على مساندة الشعب الليبي وحمايته وعلى التصويت بالموافقة لاعتماد القرار وتنفيذه، كما أعرب عن استعداد فرنسا للمساهمة عسكريًا في تنفيذ الحظر الجوي في حال وافق عليه مجلس الأمن. وبعد ذلك أقيم التصويت، وكانت نتيجة هي أن 10 دول أقرت بالموافقة من أصل الدول الـ 15 التي تملك الحق بالتصويت، بينما لم تصوت أي دولة بالمُعارضة، مع امتناع 5 دول عن التصويت، ولم تستخدم أي من دول مجلس الأمن الدائمة حق الفيتو الخاص بها لإلغاء القرار، وذلك بالرغم من أن اثنتين من الدول التي تملك هذا الحق - وهما روسيا والصين - كانتا من ضمن الدول المتخوفة من القرار والممتنعة عن التصويت.
لكن بالرغم من عدم رفض روسيا وبعض الدول الأخرى للقرار، فقد اكتفت هذه بالامتناع عن التصويت وتركت أمر تنفيذ القرار لدول الأمم المتحدة الأخرى، وقد أعرب رئيس وزرائها بوُضوح عن أن موسكو لا تعتبر القرار خاطئاً وهي تسعى لحماية مدنيّي ليبيا، مما جعلها توافق على قرار مجلس الأمن الدولي رقم 1970 هو الآخر، لكنها مع ذلك لن تشارك بقواتها في الحملة العسكرية ضد ليبيا. وبالإضافة إلى روسيا فقد امتنعت الصين أيضًا عن التصويت، وقد أعربت أيضًا عن خوفها وتحفظها على قرار مجلس الأمن، خصوصًا من ناحية تهديد حياة المدنيين بضرب مناطق سكنية حيوية أثناء استهداف قوات القذافي، وقد دعت إلى الاكتفاء بالتفاوض والحلول الدبلوماسية عوضًا عن التدخل العسكري. كما أن ألمانيا كانت ممن امتنعوا عن التصويت إلى جانب روسيا والصين، وأبدت تخوفًا من فرض القرار على ليبيا، لكن امتناع الحكومة هذا وُوجه في المقابل باعتراض كبير من بعض الجماهير، فقد خرجت مسيرات احتجاجية في مدينة برلين يوم السبت 19 مارس ردًا على هذا الامتناع شارك فيها المئات منهم عرب وألمان، الذين اتهموا الحكومة برعاية مصالحها في ليبيا دون أخذ حياة المدنيين الليبيين في عين الاعتبار. وبالمجمل فقد امتنعت 5 من دول مجلس الأمن الدولي الـ 15 عن التصويت، وهيَ روسيا والصين وألمانيا والبرازيل والهند، لقلقها - كما قالت - من هذا «التدخل العسكري الخارجي في ليبيا».

### الإقرار والتنفيذ

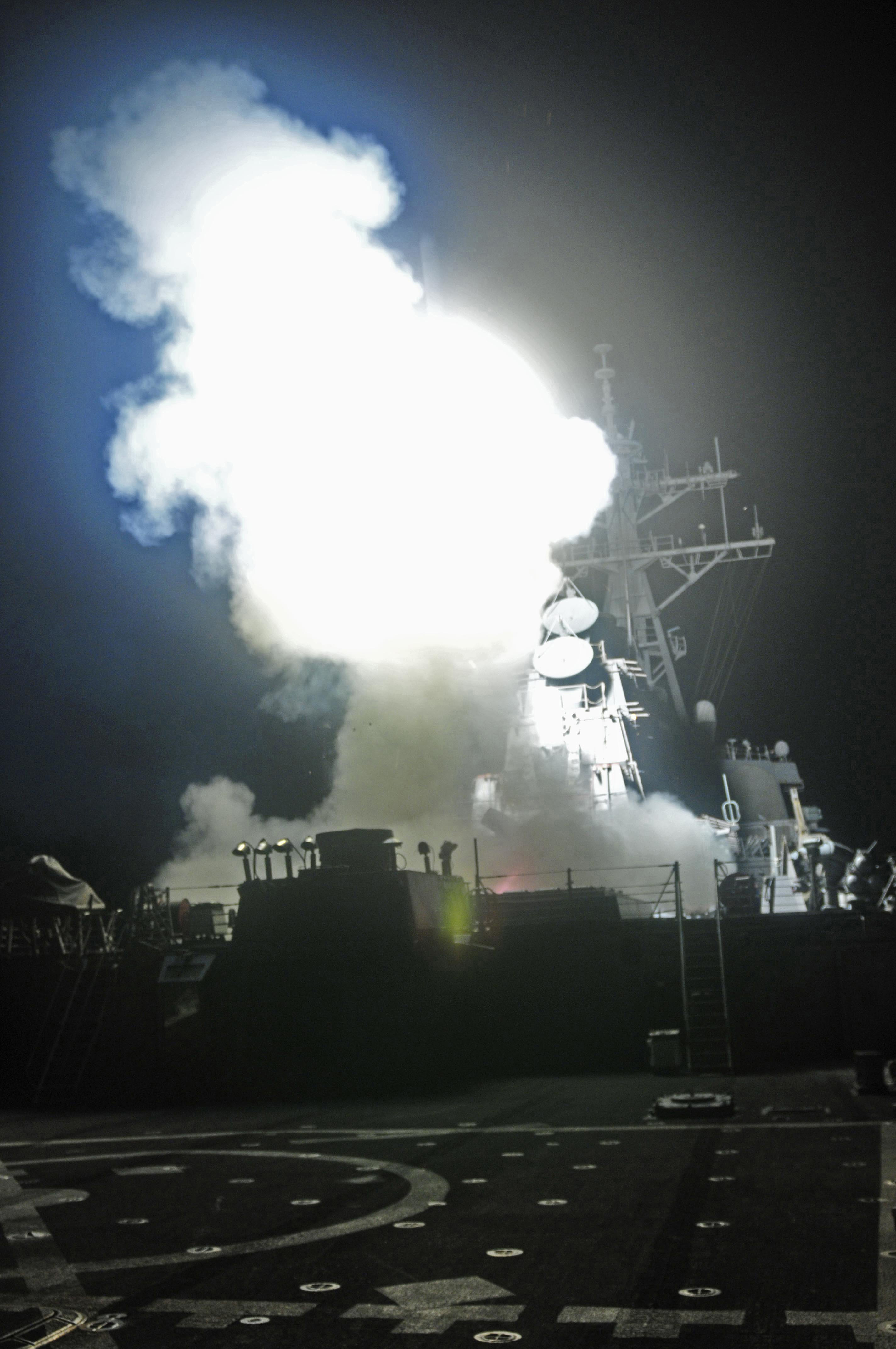
واحد من بين 110 صواريخ أطلقتها قوات بريطانيا والولايات المتحدة كتنفيذ للقرار رقم 1973 بفرض حظر جوي على ليبيا.

بدأ تنفيذ وتطبيق القرار رقم 1973 للمرة الأولى في صباح يوم الأحد 19 مارس، عندما بدأت طائرات فرنسية قصف قوات تابعة للقذافي مناطق حول مدينة بنغازي. ثم في اليوم التالي 20 مارس، تابعت القوات الفرنسية عملياتها، مما مهد الطريق للثوار للزحف نحو أجدابيا مُحاولين استعداتها من القذافي بعد إطباق سيطرته عليها قبل ذلك ببضعة أيام. وفي اليوم ذاته، بدأت 20 طائرة فرنسية بقصف كبير غطى مساحة قطرها 100 كم حول بنغازي مُستهدفة قوات القذافي المنتشرة هناك، وفي الوقت ذاته أخذت بارجات وغواصات أمريكية مُختلفة قرب السواحل بإطلاق صواريخ توماهوك - بلغ عددها بحلول نهاية الأسبوع الأول 110 صواريخ - نحو أهداف تابعة للقذافي في ليبيا، فضلاً عن هجمات أخرى استهدفت مقر القذافي الرئيسي في باب العزيزية. وبعد استمرار العمليات العنيفة على هذا النحو خلال يوم الإثنين وزحف الثوار إلى أجدابيا، أعلنت قوات التحالف الدولي المُعادية للقذافي، أنها استطاعت دحر وتدمير الجزء الأكبر من قواته الجوية. لكن بالرغم من ذلك فقد أعلن التحالف أنه من المُتوقع أن تدوم العمليات العسكرية بهذا الشكل لمدة 3 أشهر إضافية.

## ردود الفعل

### المجتمع الدولي
خارج دائرة دول مجلس الأمن الدولي الدائمة والمؤقتة البالغ عددها 15 دولة، والتي لا يَحق لغيرها التصويت في اتخاذ القرار، انقسمت آراء المجتمع الدولي إلى حد كبير بين تأييد ومعارضة القرار رقم 1973. فمن جهة، أيدت معظم الدول العربية القرار إلى حد كبير أو حتى شاركت في تنفيذه وتمويله، ومن جهة أخرى اعترضت عدة دول مختلفة بحدة شديدة على حدوث تدخل عسكري أجنبي كهذا وأبدت مخاوفها منه بما في ذلك السودان وتركيا وزيمبابوي وبوليفيا والإكوادور، بينما دعت بعض الدول الأخرى إلى الاكتفاء بالحلول الدبلوماسية مثل الأرجنتين.
إلى جانب الدول التي أعلنت رسميًا امتناعها عن التصويت في مجلس الأمن الدولي، اعترض أيضًا رئيس الوزراء التركي بشدة على التدخل عسكريًا في ليبيا، وطالب بالاكتفاء بالدعوة إلى وقف إطلاق النار، كما اتهم روبرت موغابي رئيس زيمبابوي الأمم المتحدة بأن بعض الدول قد تلاعبت بها لتحقيق مآرب خاصة بها من قصف ليبيا، وبأن الدول التي تشارك في العمليات لا تعبأ بحياة المدنيين، بل ما يُهمها هو فقط إسقاط القذافي. وقد أطلق الرئيس الإكوادوري انتقادات مشابهة لهما، كما دعا وزير الخارجية الأرجنتيني إلى الاستمرار في المفاوضات والحلول السلمية.
إضافة إلى فرنسا وبريطانيا والولايات المتحدة، أيدت هذا القرار كافة الدول العربية باستثناء 4 دول فقط. وقد ذهبت بعض دول العالم العربي إلى أبعد من ذلك فشاركت بالدعم العسكري والمالي للعمليات الدولية المُشتركة ضد القذافي، مثل الإمارات العربية المتحدة التي أبدت استعدادها للدعم وقطر التي شاركت بأربع طائرات ميرج 2000-9، والكويت والأردن اللتان أعلنتا مُوافقتهما على المشاركة في الدعم العسكري يوم 24 مارس دون ذكر تفاصيل طبيعة دعمهما. وأيضًا قررت تركيا - بالرغم من استمرار تحفظها على التدخل العسكري - إرسال خمس سفن وغواصة إلى ليبيا لتنفيذ مهمات مراقبة حظر دخول الأسلحة وجلب المساعدات الإنسانية، بينما ظل رئيس الوزراء التركي على موقفه المعارض لتنفيذ الضربات العسكرية. أما من ناحية الدول الغربية، فقد أعلنت الدنمارك استعدادها للمشاركة في أسرع وقت ممكن بطائرات إف 16 لدعم عمليات ليبيا، وصرحت بولندا بأنها ستساهم بإرسال طائرات نقل عسكرية للمساعدة في تطبيق الحظر الجوي على الرغم من عدم استعدادها للمشاركة بطائرات مقاتلة، وأعلنت النرويج هي الأخرى عن استعدادها للمشاركة عسكريًا في تطبيق الحظر بالرغم من عدم تفصيلها نوعية الدعم الذي ستقدمه.

### حكومة القذافي
صرح سيف الإسلام القذافي مُباشرة بعد اعتماد القرار رقم 1973 بأن حكومة القذافي ليست خائفة أو مُرتعدة من التحالف الدولي ضدها، وفي المُقابل هدد بأن الهجوم والضربات العسكرية لن تنقذ المدنيين بل - على العكس - ستقتلهم وتخرب مدنهم، كما لا يُريد أحد أن يَحصل. وبالإضافة إلى هذه التهديدات، ادعى القذافي أن هجمات قوات التحالف الدولي قتلت عددًا كبيرًا من المدنيين الأبرياء في طرابلس وعدة مدن أخرى، كما إدعت وكالة الأنباء الليبية الموالية لنظامه أن الغارات الجوية الدولية استهدفت مستشفيات ومناطق سكنية في المدن، وأدت إلى مقتل الناس هناك. وبالرغم من استهداف غارات التحالف التي أطلقت على طرابلس لمقر القذافي الرئيسي المدعو باب العزيزية، فقد صرح في خطاب له يوم 23 مارس - كان أول ظهور له منذ خطابه يوم 17 مارس - بإصراره على عدم الاستسلام، وأعلن أنه لن يَرضخ لقرار الأمم المتحدة وسيَستمر في المقاومة بغض النظر عن عنف الهجمات ضده. وقد قالت الولايات المتحدة في المقابل أنها تخشى من أن القذافي ربما يَستمر في الاختباء طويلاً والمقاومة بالرغم من فرض الحظر الجوي.

### حكومة المجلس الوطني الانتقالي
قبل اعتماد قرار مجلس الأمن الدولي رقم 1973، وجه المجلس الوطني الانتقالي في بنغازي بالإضافة إلى بعض الدبلوماسيين الليبيين انتقادات إلى المجتمع الدولي خصوصًا الجامعة العربية لتباطؤهم في مُناقشة واعتماد ما يَلزم من القرارات لدحض القذافي وإنقاذ المدنيين في ليبيا، بالرغم من تصريح الجامعة بأنها مُستعدة في الحال لمُناقشة هذه القضية فور اتصال الحكومة الانتقالية بها. لكن في الأيام الأخيرة قبل التصويت على القرار ومع تصاعد الأحداث في ليبيا وتهديد عاصمة الثوار، ساد المجلس الانتقالي القلق، وأخذ يُلح على المجتمع الدولي بشدة بالتحرك سريعًا لحماية المدنيين في بنغازي، وقد انتقد رئيسه مصطفى عبد الجليل تباطؤ الحراك الدولي لتنفيذ القرار وتطبيقه واستمر في طلب التدخل العسكري من الأمم المتحدة لحماية الثوار. ولاحقًا طالب المجلس القوات الدولية بالتحرك إلى طرابلس لضرب مقر القذافي الرئيسي.
شهدت ليبيا احتفالات عارمة فور صدور القرار خصوصاً وأن مشاعر الخوف، والقلق انتشرت قبل صدور القرار بساعات عندما قال القذافي في خطابه المسموع (والذي يُعرف أحياناً باسم بنغازي حبيبتي): «سنبحث عن الزنادقة أصحاب اللحى...مصممون أن نبحث عنهم حيطة حيطة، زنقة زنقة، حجرة حجرة، حتى الدولاب... أي أحد نلقى في بيته سلاحاً سنعاقبه». أيضًا فرح الناس بعد بدء الطائرات الفرنسية بعملياتها الأولى حول مدينة بنغازي لإنقاذ مدنييها في يوم الجمعة 19 مارس، وكانت قد ظهرت مسيرات واحتفالات شارك فيها آلاف الليبيون بعد انتهاء صلاة الجمعة ظهر ذلك اليوم في مدن من بينها درنة، وانتشرت الاحتفالات في بنغازي والبيضاء والعديد من مدن شرق ليبيا. وأظهر الناس خلال هذه الاحتجاجات شكرهم لفرنسا لدورها الكبير في اعتماد القرار وتنفيذه ودعمه، كما كانت بمثابة تعبير للشعب الليبي عمومًا عن دعمه الشديد للقرار وابتهاجه ببدأ الحظر الجوي.

## ما بعد الاتخاذ

### النتائج
كان لإصدار القرار رقم 1973 وفرض منطقة الحظر الجوي على ليبيا العديد من النتائج والتحولات الهامة في صراع الثوار مع الحكومة الليبية. بدايةً، تمكنت عمليات قوات التحالف الدولي من إنقاذ بنغازي بعد أن كانت محاصرة وتتعرض للقصف من مدفعية قوات القذافي، وتسببت هذه العمليات في تراجع قوات القذافي غربًا، ثم بعد بيومين فقط في يوم 21 مارس هاجمت قوات التحالف كتائب القذافي في مدينتي أجدابيا والبريقة، مما أتاح للثوار الوُصول إلى أجدابيا واستعادتها من قوات القذافي مُجددًا، وبذلك أصبح الطريق آمنًا بينها وبين بنغازي وأتاح عبور آلاف المواطنين بين المدينتين.
من جهة أخرى، بدأ موقف القذافي وأسرته المقاوم حتى الموت بالتغير مع إصدار القرار. ففي يوم الثلاثاء 22 مارس، بدأ بعض أصحاب المناصب الأعلى في الدولة وأشد المقربين من القذافي بمحاولات للتواصل مع واشنطن ووزيرة الخارجية الأمريكية هيلاري كلينتون بهدف الحصول على ضمانة للحفاظ على سلامتهم وخروجهم من الأزمة بحل دبلوماسي سلمي، وكان من ضمن أهم هؤلاء الأشخاص سيف الإسلام القذافي أحد أبناء الزعيم الليبي وعبد الله السنوسي زوج شقيقة زوجته. كما أشارت الولايات المتحدة إلى أن استعانة القذافي بالمدنيين وتسلحيهم لمعاونته في الحرب يَدل على ضعف قواته الكبير بعد قصف التحالف الدولي له، ولذا فلا بد أن هذا كله يَضعه في حالة من اليأس ويُجبره على البدأ بقبول الحلول الدبلوماسية.

### المخاوف
أعلن وزير الخارجية البريطاني وليام هيغ والبيت الأبيض في الولايات المتحدة - ردًا على بعض الشكوك والمخاوف من هجمات التحالف الدولي - في الأيام الأولى لتطبيق القرار رقم 1973، أن الغاية الوَحيدة من هذا القرار هيَ إنقاذ أرواح المدنيين ووقف إراقة الدماء، وأكدا خلال خطابيهما أن الهجمات العسكرية لن تحتل دولة ليبيا أو تستعمرها، ولن تتدخل حتى في إسقاط نظام الزعيم الليبي الحاكم معمر القذافي، وإنما ستكتفي بتطبيق قرار فرض الحظر الجوي. وقد انتقد المستشار الدبلوماسي للكرملين بشكل خاص تنفيذ القرار لهذه الأسباب بصفته تهديدًا بمُستقبل استعماري، في حين أعلنت روسيا بوُضوح أنها لا تنوي المُشاركة بأي نوع من القوات أو الدعم المالي والعسكري في العمليات الدولية بالرغم من عدم تصويتها ضد القرار. ومع أن القرار وضّح عندما أصدر أنه لا توجد نية في غزو ليبيا بقوات عسكرية أرضية، فقد تخوفت روسيا بعد بدأ الهجمات من أن يَتطلب الأمر عاجلاً أم آجلاً تدخلاً أرضيًا، وصرحت بأنها كانت تعي ما تفعله عندما امتنعت عن التصويت، وقد قال مستشارها منتقدًا القرار مجددًا أن طول مدة العمليات سيُجبر التحالف الدولي مع الوقت على شن هجوم أرضي يَغزو ليبيا حقًا. وبعد ذلك عندما شنت قوات التحالف هجومًا على مبنى في باب العزيزية وفجرته بصاروخ أظهرت بعض الجهات انفعالاً شديدًا نظرًا لعدم دراسة المنطقة قبل القصف والاحتمالية العالية لإصابة حشد كبير من المدنيين كان على مسافة 400 متر فقط من موقع الانفجار.

## قراءات إضافية
- النص الكامل لقرار مجلس الأمن رقم 1973 باللغة العربية.
- مداخلة وزير الخارجية الفرنسي ألان جوييه التي افتتح بها التصويت على القرار رقم 1973.

## الملاحظات
1. ↑  بالرغم من تأييد معظم دول الجامعة العربية لطرح الاقتراح وتنفيذه فقد عارضت ذلك أربع دول فقط، وهي سوريا واليمن والسودان والجزائر. فقد تخوفت سوريا من إمكانية تحول هذا الهجوم إلى احتلال واستعمار أجنبي لليبيا.